# Brasilaphthona
Brasilaphthona là một chi bọ cánh cứng trong họ Chrysomelidae.
Chi này được Bechyne miêu tả khoa học năm 1956.

## Các loài
Các loài trong chi này gồm:
- Brasilaphthona andraea (Bechyne, 1955)
- Brasilaphthona chromolytica Bechyne, 1986
- Brasilaphthona chromolytica Bechyne, 1997
- Brasilaphthona cryptomorpha Bechyne, 1986
- Brasilaphthona cryptomorpha Bechyne, 1997
- Brasilaphthona erythrostoma (Harold, 1876)
- Brasilaphthona frontalis (Harold, 1876)
- Brasilaphthona lineolata (Harold, 1876)
- Brasilaphthona protomorpha Bechyne, 1986
- Brasilaphthona protomorpha Bechyne, 1997
- Brasilaphthona virginia Bechyne, 1986
- Brasilaphthona virginia Bechyne, 1997